# Fareisa Joemmanbaks
Fareisa Rouella Joemmanbaks född 2 oktober 1984, i Paramaribo, Surinam är en modell och skådespelare.
2006 vann hon titeln Miss India Suriname, året därpå i Fords, New Jersey vann hon titeln Miss India Worldwide 2007 före Nadia Vorajee från Sydafrika och Sapna Sehravat från Kanada.
Joemmanbaks var med i den nederländsk-indisk filmen Saiyaan Chitchor 2007, där spelade hon rollen som Amisha. Det var hennes första roll som skådespelare.  2012 var hon med i den malayalamspråkiga indiska filmen Annum Innum Ennum (Då, nu och alltid).

## Skönhetstävlingar
- 2007: Miss India Worldwide
- 2006: Miss India Suriname

## Filmografi
- Saiyaan Chitchor (2008) - Amisha
- Annum Innum Ennum (2013) - Dolly